# Incubateur (biologie)
Pour les articles homonymes, voir incubateur.

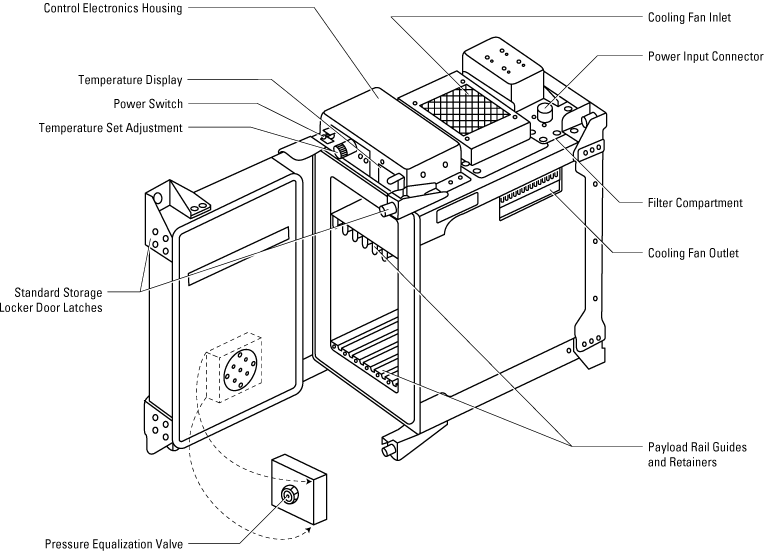
Schéma d'un incubateur utilisé par la NASA

Un incubateur en biologie est une enceinte thermostatée dans les laboratoires (salle de culture cellulaire par exemple). Ils sont généralement réglés à 37 °C et équipés d'une arrivée de CO2 et d'un bac d'eau pour obtenir une atmosphère à 5 % de CO2 et environ 80 à 85 % d'humidité.
L'enceinte est habituellement faite en acier inoxydable et équipée d'une double porte. L'incubateur est muni de divers boutons de réglage. Certains, outre la température, sont capables de réguler d'autres paramètres, tels l'hygrométrie, la composition gazeuse de la chambre, etc.

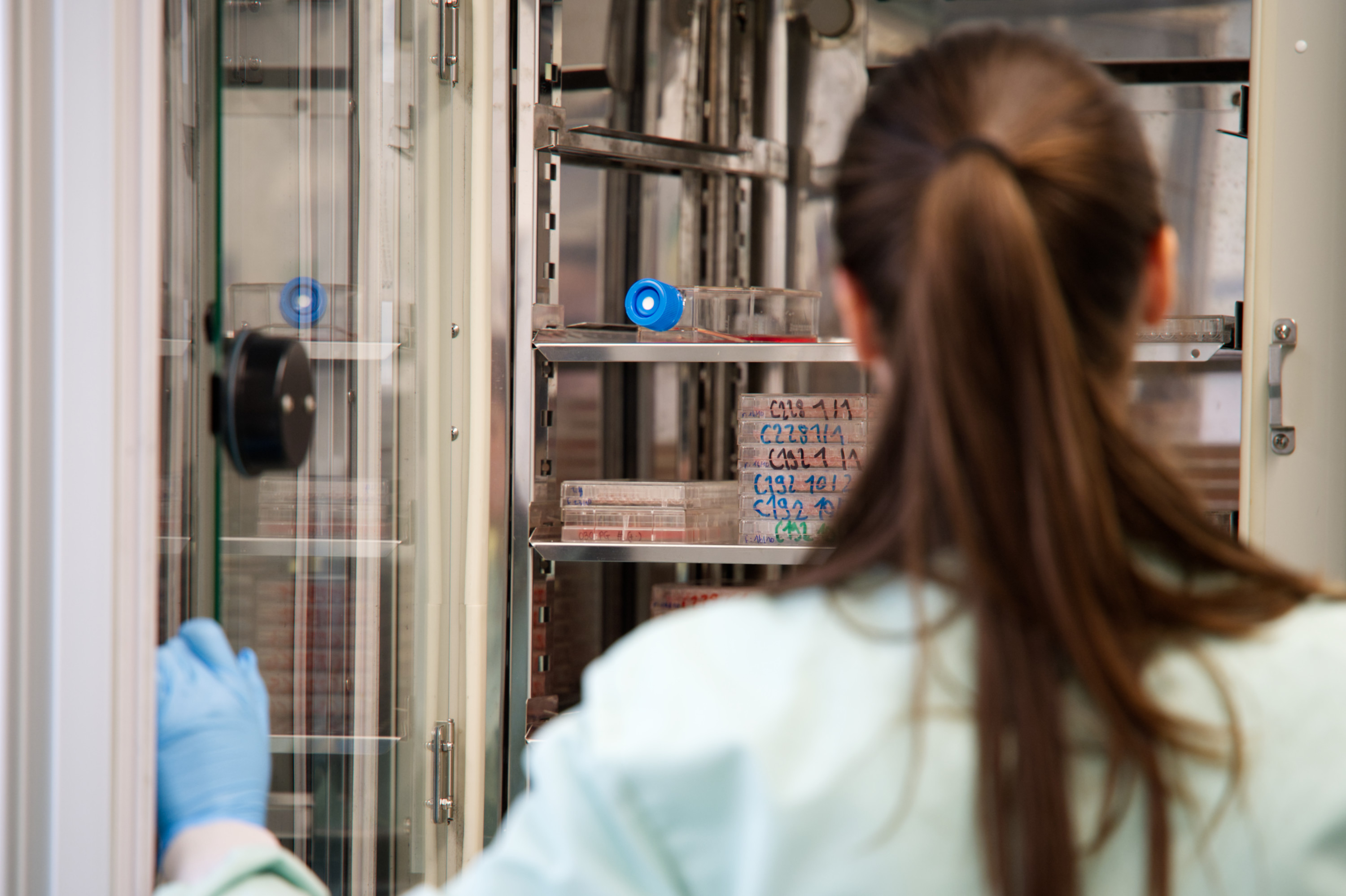
Ouverture d'un incubateur de culture cellulaire.

En biologie végétale, certains incubateurs peuvent être équipés de lampes pour permettre la croissance de cultures in vitro.